# Nordlig dagglav
Nordlig dagglav (Physconia detersa) är en lavart som först beskrevs av William Nylander och fick sitt nu gällande namn av Josef Poelt. 
Nordlig dagglav ingår i släktet Physconia och familjen Physciaceae.  Arten är reproducerande i Sverige. Inga underarter finns listade i Catalogue of Life.

## Källor

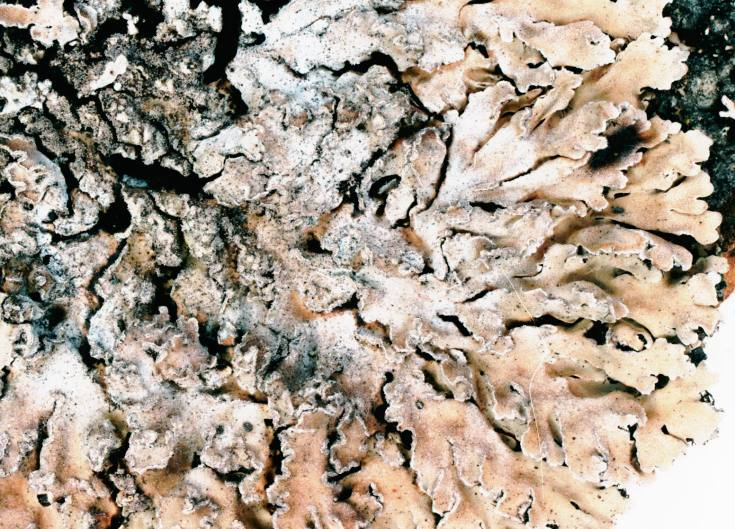
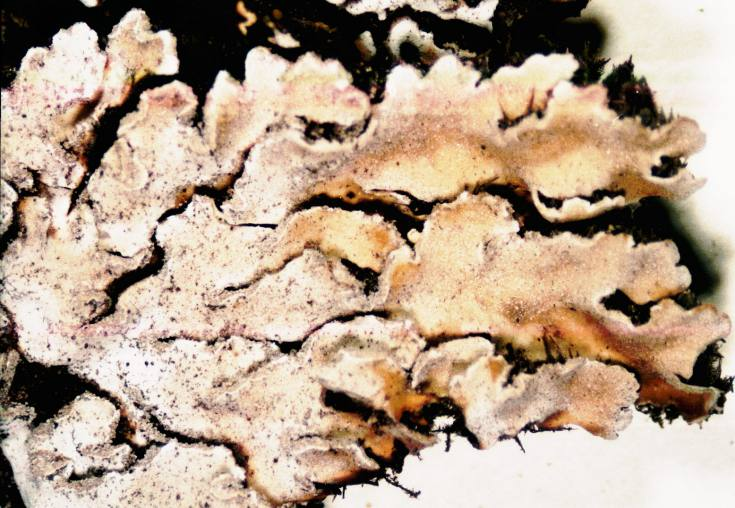
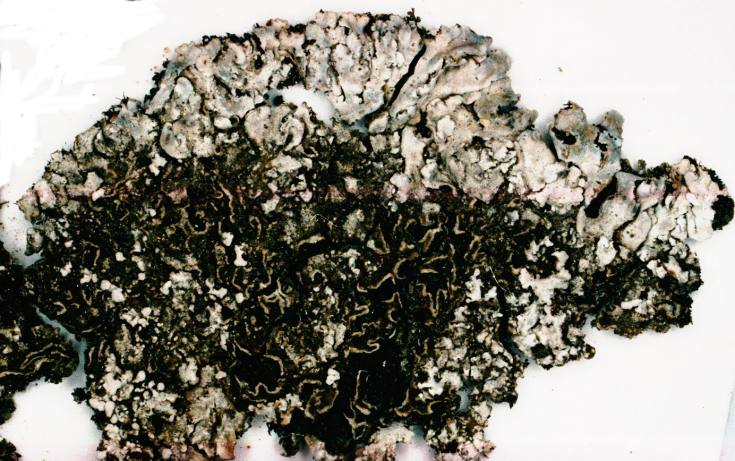
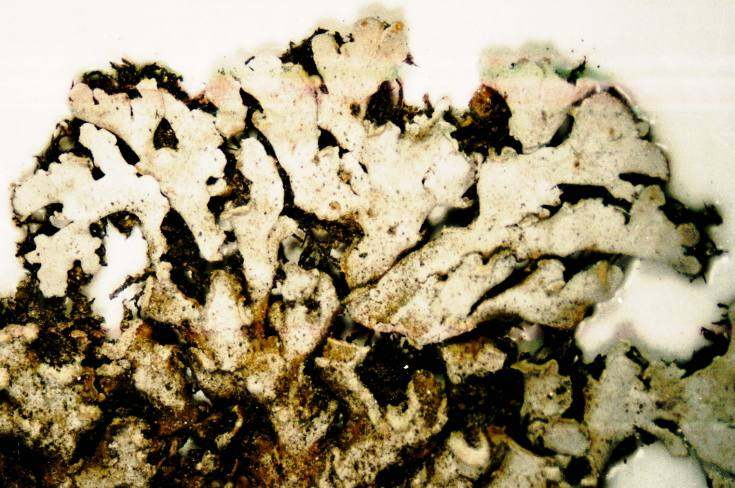
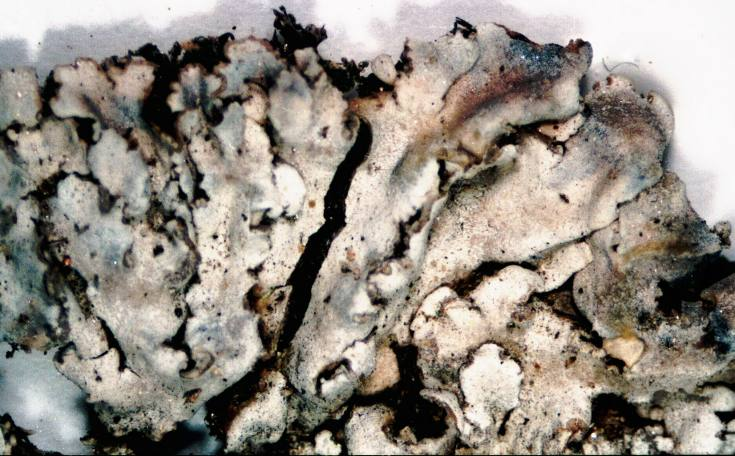
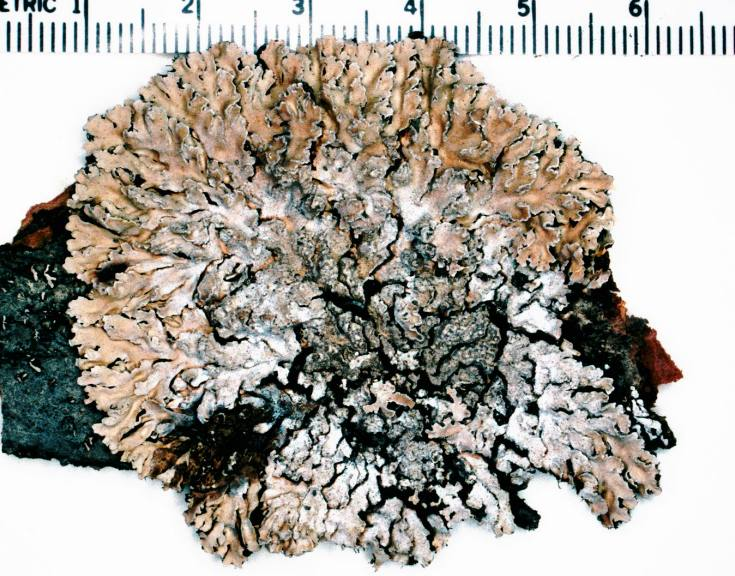